# Verbo en el quechua ancashino
Los verbos son palabras para indicar acciones, desarrollos o estados atribuidos a una persona o a varias de ellas. En el quechua de Áncash, el verbo (= rurana) es la palabra básica de la oración (= tsuyashimi), que indica el tiempo (patsa) en que ocurren los hechos, la persona (runa) o personas que intervienen. Hay el número verbal (rurana yupa)que puede ser singular ( hapallan),  plural (atskaq) 
El modo infinitivo de los verbos se obtiene agregando el sufijo y, después de la raíz verbal ( = rurana hawa); equivalente a las terminaciones del castellano: ar, ,er, ir. Siendo modo (= imanaw) e infinitivo (= wiñay)

## Ejemplos
Shuqankuna (=  ejemplos), en quechua ancashino.
Raíz verbal: awri; infinitivo, awri-y; traducción (=tikray): enredar, embrollar, enmarañar
Raíz verbal ayllu; infinitivo, ayllu-y; traducción: reunir, juntar, recoger
Raíz verbal: ayqi; infinitivo, ayqi-y; traducción: escaparse, abandonar, huir
Raíz verbal ashi, infinitivo ashi-y; traducción: buscar, rastrear, averiguar

## Clasificación de verbos
Ruranakunata kamantsay

### Verbos transitivos
Aywaran ruranakuna
- Qillqay; nuqa quillqashaq atinqaata / Escribir; yo escribiré mis triunfos.

- Upyay; qamkuna upyayanki alli aswata/ Tomar, beber; ustedes beben rica chicha.

- Rantiy; nuqakuna alli qarwashqa tantata rantiyarqaa/ Comprar; nosotros (excluyente) hemos comprado panes bien horneados.

- Paqshiy; nuqantsik paqshishwan taqay kawalluta quranapaq/ Tumbar; nosotros( incluyente) tumbaríamos aquel caballo para castrar.

### Verbos intransitivos
Takpasha ruranakuna
- Waqay; imatatan waqanki, allqo? / ¿Qué lloras, cobarde?
- Pashtay; upiana yaku pashtasha nani kuchunchu/ Brotar | reventar; el agua potable ha brotado del borde del camino

## Verbalización
De un verbo nuclear, con el uso de sufijos verbalizadores, se generan nuevos verbos, llamados coverbos, que están entre paréntesis y los verbalizadores en negrita.   
De  Rimay’’ y de otros derivan varios verbos con estos sufijos. 
- Kuy (rimakuy), puy (rimapuy), asiy (rimaasiy), ray(rimaray),
- tsiy (rimatsiy), skiy ( rimaskiy), riy (rimariy), pay (rimapay),
- qyay (wañuqyay), llyay ( kachullyay), puriy(uryapuriy), rimuy (aywarimuy),
- tsimuy (pishtatsimuy), tsipuy(pishtatsimuy), tsiriy (ushatsiriy), skatsiy (tsinpaskatsiy),
- qtukuy( uryaqtukuy), tsillay (hipitsillay), llay (yarqullay), pullay (apapullay),
- rillamuy ( aparillaamuy). rkuy (aparkuy), rpuy (aparpuy)
- skamuy ( apaskamuy), skapuy (apaskapuy), tsa (uchpatsay)etc.

### Particularizando
1. Tsa. Sufijo verbalizador de sustantivos. Señala el uso de su propiedad básica. Allpatsa-. : echar tierra (allpa) para que no sea húmedo o sucio. Wiratsa-. : pasar manteca (wira) sobre algo.
2. Tsi. Sufijo verbalizador de verbo. Indica un objetivo. Apatsiy: mandar que lleven algo a otro (apa = llevar). Willatsiy: hacer que le avisen (willay = avisar).

## Conjugación de los verbos
Ruranakuna paqchina
Para la conjugación se utiliza la raíz verbal, a la que se agregan los sufijos verbales , que indican forma, modo, número, persona y tiempo. Estas conjugaciones son regulares , pues existe un único patrón para todos los verbos. Es un modelo de programación en sentido informático, obviamente natural, funcional y productivo. Pues cualquier palabra puede ser verbalizada, por eso la productividad. En quechua se presentan tres tiempos: pasado (ñawpa), presente (kaanan) y futuro ( shamuq). Hay tres personas, la primera (= ñawpaq); la segunda (= ishkaykaq) y la tercera (= kimsakaq).
1. USHAY: Concluir[3]

Singular,   primera persona, nuqa; pasado perfecto: usharqaa; pasado reciente usharquu